# Peveragno
Peveragno je obec v Itálii v provincii Cuneo v oblasti Piemont.
K 31. prosinci 2010 zde žilo 5 496 obyvatel.

## Sousední obce
Beinette, Boves, Chiusa di Pesio, Cuneo, Limone Piemonte